# 1920年愛爾蘭政府法令

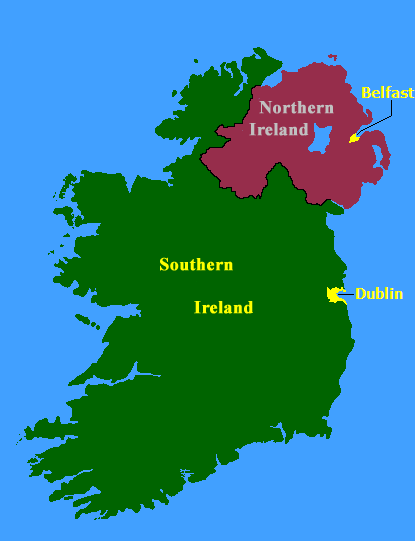
北愛爾蘭和南愛爾蘭。

《1920年愛爾蘭政府法令》（英語：An Act to provide for the better government of Ireland）是英國國會的一項國會法令。該法令的詳題是《旨在提供愛爾蘭更好政治體制的法令》；它也被稱為《第四地方自治法》（Fourth Home Rule Bill）。
該法令目的為將愛爾蘭分為兩個地方自治實體：東北的六個郡組成“北愛爾蘭”，而其餘南方大部分地區組成“南愛爾蘭”。愛爾蘭的這兩個地區都將繼續作為大不列顛及愛爾蘭聯合王國的一部分，並規範了他們未來統一的機制。
由於愛爾蘭獨立戰爭的爆發，自治從未在南愛爾蘭生效，這反而導致了《英愛條約》和1922年愛爾蘭自由邦的建立。但是，根據該法為北愛爾蘭設立的自治機構仍持續運作，直到1972年因為北愛爾蘭問題而被英國議會暫停運作。
根據《貝爾法斯特協議》，該法在北愛爾蘭仍然有效的條款於1998年被廢除。

## 背景
隨著19世紀愛爾蘭民族運動的加強，英國內部一直在討論賦予愛爾蘭有限的區域自治權。
1886年的《第一次地方自治法令》被英國下議院否決，原因是自由黨在自治原則上產生分歧；而1893年的《第二次地方自治法令》，在下議院通過後，被英國上議院否決。在愛爾蘭議會黨（IPP）於1912年提出《第三次地方自治法令》時，英國上議院已經因為1911年修訂了《議會法》，而不再有否決法令的權力，只能將它推遲兩年。
由於愛爾蘭內戰的持續威脅，1914年7月英王喬治五世在白金漢宮召開會議，但是民族派和聯合派雙方未能達成協議。由自由黨支持的民族派主張在愛爾蘭全境實施自治，而由保守黨支持的聯合派主張將北方大部分或全部的阿爾斯特省排除在外。為了妥協，英國政府提出了一項修正案，允許阿爾斯特省被暫時排除在該法令的範圍之外。但這仍不能使雙方滿意，僵持狀態一直持續到第一次世界大戰爆發。

## 法令
第一次世界大戰結束後，由大衛·勞合·喬治（David Lloyd George）領導的英國政府開始致力於推動愛爾蘭自治。英國內閣的愛爾蘭委員會，在阿爾斯特統一黨前領導人沃爾特·朗（Walter Long）的主持下，力求找到一個全新的解決方案。他提案建立兩個愛爾蘭自治區實體，北愛爾蘭和南愛爾蘭；每個實體都有各自的一院制議會。英國上議院隨後修改了該提案，其中訂定了各自的兩院制議會，（北/南）愛爾蘭上議院和下議院。
該法令於1920年3月下旬進行的二讀辯論，但已經有許多愛爾蘭議會議員認為不可行。
1920年11月11日，在許多出席會議的愛爾蘭人投下反對票的狀況下，《1920年愛爾蘭政府法令》仍然獲得了通過。

## 內容
《1920年愛爾蘭政府法令》將愛爾蘭分為兩個自治區域，即南愛爾蘭和北愛爾蘭，但自治事項不包括國防、外交事務、國際貿易和貨幣。
法令所定義的北愛爾蘭範圍包含了阿爾斯特省9個郡中的6個，被視為是聯合派擁有絕對多數席位的地區，包括安特里姆郡、阿馬郡、唐郡、弗馬納郡、倫敦德里郡、蒂龍郡，以及首府貝爾法斯特。
政府系統的最高職位是愛爾蘭總督，他將是愛爾蘭兩個自治地區的君主代表。這樣的政治體系是基於殖民地憲法架構，行政權歸屬於王室，理論上不對任何一個議會負責。愛爾蘭總督任命的內閣不需經由議會通過，也沒有設置總理職位。
除了擁有共同的總督之外，還設想了一個愛爾蘭理事會來協調南北兩個議會的共同事項，英國打算藉此推動未來結合成為一個統一的愛爾蘭議會。兩個自治地區下議院的選舉都將於1921年5月舉行，並將繼續向英國議會派遣多位議員。

## 愛爾蘭的事態發展
第一次世界大戰期間，愛爾蘭政治朝著不同的方向持續發展。包括1916年的復活節起義、英國政府隨後的反應、1918年徵兵危機在內的幾項事件，徹底改變了愛爾蘭的政治情勢，並使得新芬黨成為愛爾蘭民族主義的主導力量，新芬（SinnFéin）的意思是“愛爾蘭獨立主權”。在1918年大選中，新芬黨贏得了愛爾蘭島105個議會席位中的73個。它的當選成員建立了自己的議會 - 第一屆愛爾蘭國會（DáilÉireann），宣布獨立為愛爾蘭共和國 (1919–1922)，並拒絕對於《1920年愛爾蘭政府法令》的討論和投票。1919年9月，愛爾蘭總督宣佈第一屆愛爾蘭國會為非法。
相對的，出於各種原因，在英國國會中的所有阿爾斯特統一黨議員也對《1920年愛爾蘭政府法令》投了反對票。他們傾向於將全部或大部分阿爾斯特省保留在聯合王國境內。
因此，當《1920年愛爾蘭政府法令》於1921年5月3日正式生效時，它已經與愛爾蘭的現實脫節。民族派長期以來所要求的自治，已經轉變為要求愛爾蘭的完全獨立。愛爾蘭共和軍（Irish Republican Army，簡稱IRA）開始發動對抗英國統治的愛爾蘭獨立戰爭。

## 延伸閱讀
- Robert Kee, The Green Flag: A History of Irish Nationalism (2000 edition, first published 1972), ISBN 0-14-029165-2.

## 外部連結
- Text of the Act as current at the time of its repeal in the UK（页面存档备份，存于）
- Text of the Act as originally enacted in 1920（页面存档备份，存于）, from BAILII
- Text of the Act as originally enacted in 1920（页面存档备份，存于）, from the Office of Public Sector Information
- Matches in Hansard:
  - Government of Ireland Act 1920（页面存档备份，存于）
  - "Government of Ireland Bill"（页面存档备份，存于） (matches dated 1918 and later relate to the 1918 bill, which became the 1920 act)